# 중하
중하(中蝦)는 보리새우과에 속하며 학명은 Metapenaeus joyneri이다. 몸은 옆으로 납작한 편이며, 갑각이나 배마디의 껍데기 표면에는 얕고 오목하게 패인 곳이 많고, 여기에 가늘고 짧은 털이 촘촘하게 나 있다. 눈 사이에서 앞으로 길게 뻗은 이마뿔은 약간 아치형으로 굽었으며, 끝 부분이 위를 향하고 뾰족하다. 몸 색깔은 옅은 황록색이고 턱다리의 끝, 작은더듬이와 더듬이의 채찍은 붉은색을 띤다. 꼬리는 녹색으로 부채 모양을 이루고 그 끝이 붉은색을 띠는 것이 일반적이다. 중간 크기의 새우이다. 봄에 산란을 위해 얕은 바닷가로 오고 가을에 다시 깊은 바다로 이동한다. 한국·일본·중국에 분포한다.

## 같이 보기
- 대하 (생물)

## 참고 문헌
- 이 문서에는 다음커뮤니케이션(현 카카오)에서 GFDL 또는 CC-SA 라이선스로 배포한 글로벌 세계대백과사전의 "중하" 항목을 기초로 작성된 글이 포함되어 있습니다.